# 石津賢治
石津賢治（いしづ けんじ、1964年（昭和39年）11月13日 - ）は、日本の政治家。大阪港埠頭ターミナル株式会社代表取締役社長。元埼玉県北本市長（3期）。元北本市議会議員（2期）。

## 概要

### 経歴
東京都出身。埼玉県立浦和高等学校、東京大学法学部卒業。塾講師。

### 政歴
1991年4月、北本市議会議員選挙に出馬し、初当選。1995年に再選。
1999年4月、北本市長選挙に出馬するも次点落選。2003年4月、北本市長選挙に再出馬し初当選。2007年、北本市長再選。積極的なリーダーシップを取り、「トップダウン型」と評される石津の政治手法に対し市議会は親石津派と反石津派に割れ、2011年の北本市長選では、北本駅西口広場改修工事の白紙撤回を主張する前北本市議会議員三宮幸雄が出馬。およそ1900票の僅差まで詰め寄られるも逃げ切り、3選を果たした。
2015年、4選を目指して市長選立候補を表明した石津に対し、石津の政治手法をかねてより「市民不在」と批判していた北本市議会議員の工藤日出夫と現王園孝昭の両名も市長選出馬を表明。三つ巴の選挙戦の様相となったが、同年4月、反石津派が候補者を現王園に統一、一騎討ちとなった。同月、およそ1800票の僅差で現王園に敗れ落選した。市長選において中傷ビラが配布されたことに対し告訴した。
2016年3月、神保国男市長の誘いを受け戸田市副市長に就任するも任期途中の2017年9月に辞任。同年11月、任期満了をもって引退する意向を表明した神保市長から後継指名を受け、2018年3月、戸田市長選挙に自由民主党の推薦を得て立候補したが、10,163票にとどまり、元県議の菅原文仁（26,029票）に敗れ落選した。北本市長選挙時同様に選挙前から名誉棄損ビラがまかれ、埼玉県警察が捜査を行っているとしている。

### 政策
2003年、選挙権年齢を18歳に引き下げる構造改革特区申請を提出した。
2010年9月、北本市議会定例議会に2011年度の個人市民税の10%を減税する、減税条例案を提出し、可決された。
地方自治体による住民税の減税は愛知県名古屋市、愛知県半田市に次いで3例目であるが、名古屋市・半田市は国からの地方交付税の不交付団体であり、地方交付税の交付団体である地方自治体での住民税減税の実現は、北本市が全国で初であった が、この減税に対しては「有利子負債の返還に充てるべき」「減税によって地方交付税の減額や地方債の起債が厳しくなるのではないか」等の慎重な意見が出された他、翌年に石津自身が北本市長選を控えるタイミングでの減税を疑問視する声も上がった。
2011年の市長選挙時、長年市が検討していたJR東日本桶川駅と北本駅の間に新駅（「みなみ北本駅（仮称）」）を設置し、新駅周辺地区を再開発する構想を事業化することを公約した。新駅については1980年代から住民の要望があり、2004年には市・市議会・住民団体などが新駅設置促進期成会を結成。2009年には市議会が新駅設置を求める決議を全会一致で議決していた。ただ新駅はいわゆる「請願駅」であり、整備費用全額を市予算から拠出するものであった。2013年に公表された計画では総事業費が約70億円、市の一般会計当初予算額の3割に及ぶ「北本市史上最大規模の事業」になったため、北本市の財政事情が苦しい状況がある中で賛否両論が巻き起こった。石津は住民投票の実施が必要と判断し、同年9月、市議会に条例案を提案。住民投票条例が可決された。石津は「1票でも多い方に従う」として住民投票の結果によって計画推進か撤回かを決める意思を示した。同年12月、住民投票の結果、投票者の8割近くが反対。石津は新駅計画を撤回した。しかし市議会では同月、「新駅に関する特別委員会」等の設置を求める請願や「市第5次総合振興計画へ新駅設置事業計画を計上する」ことに関する請願が石津を支持する議員らの賛成により採択され、新駅反対派の工藤日出夫・現王園孝昭両市議の市長選出馬表明へとつながるなど、新駅問題はなおも尾を引いた。

### 人物
趣味は長唄、三味線、書道、音楽鑑賞、囲碁、読書、ゴルフ。
埼玉政財界人チャリティ歌謡祭では福山雅治のHELLOやルパン三世のテーマをギターとともに歌い上げた。

## 関連書籍
- 市長の夢 19人の青年市長[12]日本ドリームプロジェクト（編）『市長の夢―19人の青年市長×きむ』いろは出版、2010年9月。ISBN 978-4902097344。